# Song Duzong

Song Duzong (chinesisch 度宗, Pinyin Dùzōng; * 1240; † 12. August 1274) war der 15. Kaiser der Song-Dynastie und damit der 6. Kaiser der Südlichen Song-Dynastie. Er herrschte über das Kaiserreich China von 1264 bis 1274. Er war ein Neffe seines Vorgängers, Kaiser Lizong, der kinderlos starb.
Seine Herrschaftszeit war geprägt von inneren Wirren und den Auseinandersetzungen mit den Mongolen. Duzong überließ dabei die Regierungsgeschäfte weitgehend seinem Kanzler Jia Sidao. Dieser versuchte den Vorrang der zivilen Führung vor den Streitkräften zu sichern und verfügte wiederholt Rechnungsprüfungen bei den Heerführern, was deren Loyalität zum Kaiserhaus auf eine harte Probe stellte. Als der Krieg gegen die Mongolen 1268 wieder aufflammte, ergaben sich viele Song-Kommandanten kampflos den Mongolen. Kaiser Song Duzong starb kurz nach einer entscheidenden Niederlage gegen die Mongolen bei Xiangyang. Nachfolger wurde sein vierjähriger Sohn Gong.